# Sycon australe
Sycon australe är en svampdjursart som först beskrevs av Jenkin 1908.  Sycon australe ingår i släktet Sycon och familjen Sycettidae. Inga underarter finns listade i Catalogue of Life.